# Premier Hockey League
Die Premier Hockey League (PHL) ist die höchste Spielklasse im indischen Feldhockey. Momentan spielen in der Liga sieben Mannschaften. Die PHL wurde 2005 gegründet.

## Geschichte
Die Liga wurde initiiert, um das Interesse am Hockey in Indien zu steigern. Die Hockey-Fans wanderten zuletzt immer mehr zum Cricket ab. Hockey ist indischer Nationalsport. Das Land hat acht olympische Goldmedaillen gewonnen und ist damit Rekordolympiasieger. Daneben wurde die indische Hockeynationalmannschaft der Herren 1975 Hockey-Weltmeisterschaft.
Eine der Hauptgründe für die sinkende Popularität der existierenden Wettbewerbe war das Aufkommen von Firmenmannschaften, welche keine beständige Anhängerschaft besitzen. Die PHL versucht hingegen Regionalität einzubringen. Daher startete sie mit Mannschaften aus traditionellen Hockeyhochburgen wie Mumbai, Punjab, Orissa und Tamil Nadu, allerdings auch mit Mannschaften aus Hyderabad und Bangalore.

## Gründung
Der Wettbewerb wurde zunächst mit 5 Mannschaften ausgetragen. Die Gründung wurde initiiert von der Indian Hockey Federation (IHF) mit Unterstützung durch ESPN India. 2007 wurde die zweite Division abgeschafft, außer dem Meister von 2006 wurden alle Teams aufgelöst. Die Division 1 spielte danach mit 7 Teams weiter.
Die 5 Gründungsmitglieder der Premier Hockey League sind Bangalore Hi-Fliers, Chennai Veerans, Hyderabad Sultans, Maratha Warriors und Sher-e-Jalandhar.

## Wettbewerb

### Format
Die Regular season der PHL wird im Dezember und Januar ausgespielt. Das Format wurde seit 2005 regelmäßig geändert. Im aktuellen Format spielt jede Mannschaft dreimal gegen jede andere (siehe auch Round robin). Anschließend spielten die besten im Halbfinale (1 vs. 4 und 2 vs. 3), um dann im Finale den Meister zu ermitteln. Im Finale wird nach dem Best-of-three-Modus gespielt.
Die Punkte werden will folgt vergeben:
3 Punkte für den Sieger
0 Punkte für den Verlierer
Falls es beim Schlusspfiff unentschieden steht, wird eine Verlängerung nötig, dort gibt es für
den Sieger 2 Punkte
den Verlierer 1 Punkt
Falls es nach zwei Verlängerungen keine Entscheidung gegeben hat, gibt es ein 7-Meterschießen.

### Neue Features
Die fundamentale Abweichung ist die Vierteilung der Spiele: Jedes Viertel dauert 17,5 Minuten, während normalerweise  ein Hockeyspiel in zwei Halbzeiten zu 35 Minuten ausgetragen wird. Dieses Format ist maßgeschneidert für Werbezeiten.
Die Mannschaften dürfen jeweils zwei Auszeiten nehmen, die 120 Sekunden dauern. Die Auszeiten sind verpflichtend. Die erste Auszeit kann im ersten oder zweiten genommen werden, die andere im dritten oder vierten Viertel.
Fünf Minuten vor Ende des zweiten bzw. vierten Viertels werden die Trainer von Offiziellen gewarnt. Sollte der Trainer die Auszeit dennoch bis zwei Minuten vor Ende nicht genommen werden, wird diese von den Offiziellen verhängt.
Daneben gibt es für jedes Team eine "freiwillige" Auszeit. Sie kann jederzeit genommen werden und ist ebenfalls zwei Minuten lang.
Jede Mannschaft darf maximal fünf Ausländer aufstellen. Wenn ein Spiel festgefahren ist, wird die Zahl aller Spieler stufenweise verringert bis ein Ergebnis erzielt ist.
Ergänzend wurde der Siebenmeterschießen-Modus verändert, so dass er nun dem der Major League Soccer ähnelt: Jede Mannschaft stellt fünf Schützen. Diese versuchen innerhalb von 8 Sekunden mit so viele Schüssen wie nötig ein Tor zu erzielen. Er startet dabei an der 25 Meter Linie.

## Spieler
Eine Mannschaft besteht aus maximal 18 Spielern, welche bei der PHDPL registriert sind. Darunter können maximal 3 ausländische Spieler mitspielen. Es müssen immer mindestens 2 Ausländer aufgestellt sein.

## Ergebnisse
| Saison | Meister             | Erster d. RS       | Aufsteiger         | Absteiger        |
| ------ | ------------------- | ------------------ | ------------------ | ---------------- |
| 2009   |                     |                    |                    |                  |
| 2008   | Bangalore Hi-Fliers | Chandigarh Dynamos |                    |                  |
| 2007   | Orissa Steelers     | Orissa Steelers    | *                  | *                |
| 2006   | Bangalore Lions     | Chandigarh Dynamos | Orissa Steelers    | Maratha Warriors |
| 2005   | Hyderabad Sultans   | Hyderabad Sultans  | Chandigarh Dynamos | Chennai Veerans  |

- Zur Saison 2008 wurde die Division 2 aufgelöst.